# Primula renifolia
Primula renifolia är en viveväxtart som beskrevs av Volgunov. Primula renifolia ingår i släktet vivor, och familjen viveväxter. Inga underarter finns listade i Catalogue of Life.